# خشام
خشام بلدة وناحية سوريّة إداريّة تتبع منطقة دير الزور في محافظة دير الزور. بلغ عدد سكان الناحية 28,718 نسمة حسب تعداد عام 2004.